# What'll I Do
Pour la chanson de Janet Jackson, voir Whoops Now/What'll I Do.
What'll I Do est une chanson écrite en 1923 par Irving Berlin. Ce standard de jazz a été repris par de nombreux artistes.

## Versions
- Nat King Cole sur l'album Unforgettable (en) (1952)
- Julie London sur l'album Lonely Girl (en) (1956)
- Johnny Mathis sur l'album Warm (en) (1957)
- Frank Sinatra sur l'album All Alone (en) (1962)
- Johnny Tillotson sur l'album It Keeps Right On a-Hurtin' (en) (1962)
- The Fleetwoods en single (1963)
- Nancy Sinatra sur l'album Sugar (1967)
- Harry Nilsson sur l'album A Little Touch of Schmilsson in the Night (en) (1973)
- Linda Ronstadt sur l'album What's New (en) (1983)
- Rosemary Clooney sur l'album Rosemary Clooney Sings the Music of Irving Berlin (en) (1984)
- Bob Dylan sur l'album Shadows in the Night (2015)
- Seth MacFarlane sur l'album Once in a While (en) (2019)